# استراون استیونسون
استراون جان استیرتون استیونسون (متولد ۴ آوریل ۱۹۴۸) در بالانترا، اسکاتلند بود، او از خانواده‌ای آمده است که دارای پیشینه روابط تاریخی، از جمله ارتباط با رابرت لوئیس استیونسون، نویسنده «جزیره گنج» است. او یک سیاستمدار اسکاتلندی است. استیونسون از سال ۱۹۹۹ تا ۲۰۱۴ عضو محافظه‌کار پارلمان اروپا از اسکاتلند و رئیس و معاون کمیته شیلات بود و علاوه بر آن عضوی از اعضای اجرایی حزب محافظه‌کار اسکاتلند بود. او همچنین رئیس هیئت روابط پارلمان اروپا با عراق و رئیس گروه بین‌المللی دوستان ایران آزاد (FoFI) است.
استیونسون رئیس انجمن اروپایی آزادی عراق (EIFA) و هماهنگ‌کننده کمپین برای تغییر ایران است. او ستون نویس روزنامه هرالد گلاسکو و مدرس بین‌المللی حقوق بشر است. استیونسون مدیرعامل اسکاتلند بیزینس انگلستان (SBUK)، یک گروه تجاری طرفدار اتحادیه است. او در مدرسه مستقل استراتالان و کالج کشاورزی غرب اسکاتلند تحصیل کرده است.

## فعالیت سیاسی
استیونسون در کالج کشاورزی غرب اسکاتلند تحصیل کرد و در ابتدا مدیریت مزرعه خانوادگی خود را تا قبل از ورود به سیاست برعهده داشت. او فعالیت سیاسی خود را در شورای محلی آغاز کرد و به مدت۲۲ سال ادامه داد، وی در شورای منطقه کایل و کریک و در شورای ایرشایر جنوبی کار خود را آغاز کرد. او برای سه دوره در انتخابات ۱۹۸۷٬۱۹۹۲ و ۱۹۹۷ مجلس شرکت کرد. وی سپس در سال ۱۹۹۹ به عضویت پارلمان اروپا انتخاب شد و در سال‌های ۲۰۰۴ و ۲۰۰۹ کرسی خود را حفظ کرد. استیونسون در انتخابات سال ۲۰۱۴ از پارلمان اروپا بازنشسته شد.

### قربانیان تشعشعات سمی پالاتینسک
استیونسون به عنوان نماینده پارلمان اروپا، یک کمپین بین‌المللی را برای افزایش آگاهی و کمک‌های ایمن‌سازی برای قربانیان تشعشعات در منطقه سمی پالاتینسک قزاقستان رهبری کرد، جایی که دولت اتحاد جماهیر شوروی ۶۰۷ کلاهک جنگ‌افزار هسته‌ای را از سال ۱۹۴۹ تا ۱۹۹۰ آزمایش کرده بود و میراث وحشتناکی از آلودگی، محرومیت، بیماری و مرگ را به جای گذاشته بود و استیونسون به پاس تلاش‌هایش، از آکادمی پزشکی دولتی سمیی برای تشعشعات سمی پالاتینسک دکترای افتخاری علوم دریافت کرد و در سومین سفر خود به قزاقستان در سال ۲۰۰۳، شهروند افتخاری سمی پالاتینسک شد.
در سپتامبر ۲۰۰۴، استیونسون در یک مسابقه مقاله بین‌المللی که توسط بنیاد جان تمپلتون مستقر در ایالات متحده حمایت می‌شد، برای مقاله‌ای با عنوان «برای همیشه گریه کردن» که درد و رنج مردم سمی پالاتینسک را توصیف می‌کرد، برنده جایزه ۵۰۰۰۰ دلاری شد. استیونسون کل ۵۰۰۰۰ دلار را به مرسی کورپس اسکاتلند برای کمک به کار آنها در سمی‌پالاتینسک اهدا کرد.
او در سال ۲۰۰۶ کتابی با عنوان «برای همیشه گریه کردن» منتشر نمود که تجربیات خود را در قزاقستان شرح می‌دهد. این کتاب در مقر سازمان ملل متحد در نیویورک عرضه شد و تمام عواید حاصل از فروش آن که مجموعاً بیش از ۲۰۰۰۰ دلار شد توسط استیونسون به بیمارستان کودکان در سمی پالاتینسک اهداء شد. در ژانویه ۲۰۰۷ رئیس‌جمهور قزاقستان نیز جایزه «شاپاگات» («رحمت») را به دلیل فعالیت‌های بشردوستانه استیونسون در سمی پالاتینسک به وی اهدا کرد.

### تغییر اقلیم
استیونسون رئیس گروه بین‌المللی تغییر اقلیم، تنوع زیستی و توسعه پایدار پارلمان اروپا بود. او منتقد صریح مزارع بادی فراساحلی بوده است. استیونسون اخیراً از دست دادن مخزن کربن اقیانوسی به دلیل توربین‌های بادی فراساحلی به‌عنوان دلیل احتمالی برای ساخته نشدن آن‌ها اشاره کرده است و در کتاب خود با عنوان «باد بسیار زیاد: افسانه انرژی سبز»، نکات مثبت و منفی توربین‌های بادی را بیان کرده است.

### عراق
استیونسون رئیس هیئت پارلمان اروپا برای روابط با عراق (۲۰۱۴–۲۰۰۹) بود. از زمان تأسیس انجمن اروپایی آزادی عراق (EIFA)، یک سازمان غیردولتی و غیرانتفاعی مستقر در بروکسل در ۴ آوریل ۲۰۱۴، او به عنوان رئیس آن فعالیت می‌کند.

## زندگی شخصی
همسرش پت استیونسون سردبیر سابق رادیو بی‌بی‌سی اسکاتلند است. آنها دو پسر و سه نوه دارند.